# 34219 Megantang
34219 Megantang è un asteroide della fascia principale. Scoperto nel 2000, presenta un'orbita caratterizzata da un semiasse maggiore pari a 2,7350366 au e da un'eccentricità di 0,1643789, inclinata di 4,49234° rispetto all'eclittica.